# غوستافو إيلرز
غوستافو إيلرز (بالإسبانية: Gustavo Ehlers) هو عداء سريع تشيلي، ولد في 23 يونيو 1925 في سانتياغو في تشيلي، وتوفي بنفس المكان في 8 يوليو 2017.

## وصلات خارجية
- غوستافو إيلرز على موقع الاتحاد الدولي لألعاب القوى (الإنجليزية)
- غوستافو إيلرز على موقع أوليمبيديا (الإنجليزية)